# Pauklokal

Pauksaal der Landwehrschenke bei Göttingen, um 1895

Ein Pauklokal oder Mensurlokal ist bei schlagenden Studentenverbindungen ein Ort, an dem ein Pauktag abgehalten wird, also eine Veranstaltung, auf der vorher vereinbarte Mensuren durchgeführt werden. Die Pauktage werden von den örtlichen Waffenringen für das Semester festgelegt.
Die Anforderungen an ein Pauklokal bestehen darin, dass der Raum genügend Platz für die Mensur bieten muss, und zwar sowohl für die direkt Beteiligten, als auch für die „Spektanten“ (deutsch „Zuschauer“). Die Raumhöhe muss gewährleisten, dass die Paukanten nicht mit der Klinge an die Decke oder an herabhängende Lampen stoßen.
Vor dem Zweiten Weltkrieg fanden die Pauktage häufig in öffentlichen Lokalen der ländlichen Umgebung des jeweiligen Universitätsortes statt, unter anderem, weil diese der Gerichtsbarkeit der Universität entzogen waren. Heute werden sie in den meisten Fällen auf dem Korporationshaus einer der beteiligten Verbindungen abgehalten. Während die meisten Verbindungen zu diesem Zweck ihren Kneipsaal für den Pauktag zum Pauklokal umgestalten, verfügen einige wenige Verbindungen auch über einen gesonderten Raum mit einer Empore oder Tribüne zur besseren Sicht. In der Regel geht während der Mensuren das Hausrecht für das Pauklokal auf den jeweiligen Unparteiischen über.
In Erlangen oder Münster wird auch heute noch häufig in Wirtshäusern gefochten. In manchen Universitätsorten ist es Tradition, dass zumindest einmal im Sommersemester ein Pauktag im Freien stattfindet.

## Bekannte Pauklokale
- Windhof bei Gießen
- Landwehrschenke bei Göttingen

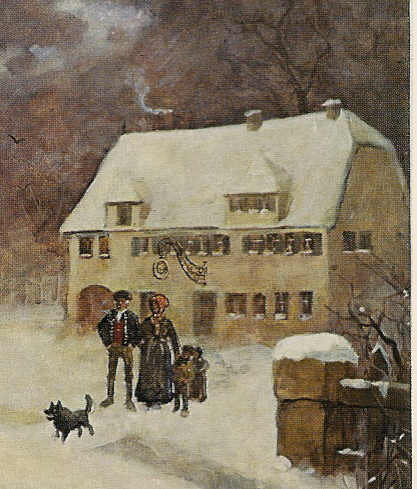
Waldhörnle

- Mutter Jütte in Bremke (Gleichen) bei Göttingen
- Hirschgasse (Heidelberg)
- Waldhörnle = Sudhaus (Tübingen)
- Weilheimer Kneiple bei Tübingen